# Synagoge (Hockenheim)

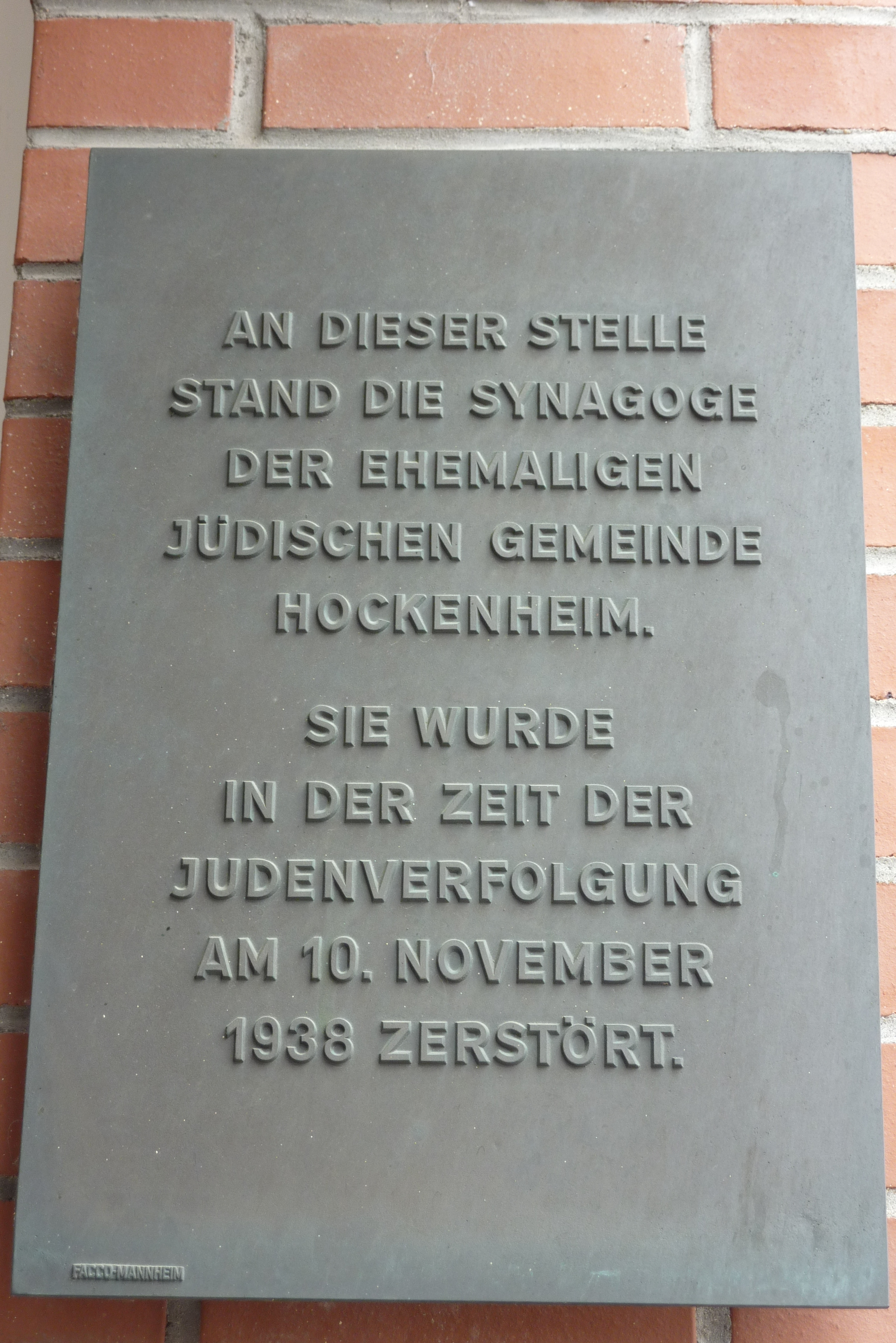
Gedenktafel zur Erinnerung an die Synagoge in Hockenheim

Die Synagoge in Hockenheim, einer Gemeinde im Rhein-Neckar-Kreis (Baden-Württemberg), wurde 1833 errichtet. Die Synagoge, die sich an der heutigen Ottostraße/Ecke Rathausstraße befand, wurde bei den Novemberpogromen am 10. November 1938 durch Brandstiftung völlig zerstört.

## Geschichte
Die jüdische Gemeinde Hockenheim, die Anfang des 19. Jahrhunderts bereits einen Betsaal besaß, errichtete im Jahr 1833 eine Synagoge. Nachdem ein bezirksärztliches Gutachten aus dem Jahr 1874 festgestellt hatte, dass der Platz auf der Frauenempore, die nur ein Viertel des Männerraumes ausmachte, zu beengt und die Luft dort sehr schlecht sei, entschloss sich nach langem Zögern die Kultgemeinde zu einem Umbau, der nach Plänen des Architekten G. A. Schilling im Jahr 1877 ausgeführt wurde.

### Zeit des Nationalsozialismus
Beim Novemberpogrom 1938 wurde die Synagoge am 10. November 1938 bis auf die Grundmauern niedergebrannt. Die Ruinenfläche überbauten die Stadtwerke. Mit der Rathauserweiterung um das Jahr 2000 wurde das Grundstück inzwischen ein zweites Mal neu überbaut.

## Gedenken
Seit dem Jahr 1979 trägt das Rathaus eine Gedenktafel zur Erinnerung an die Synagoge.

## Pläne von G. A. Schilling aus dem Jahr 1877

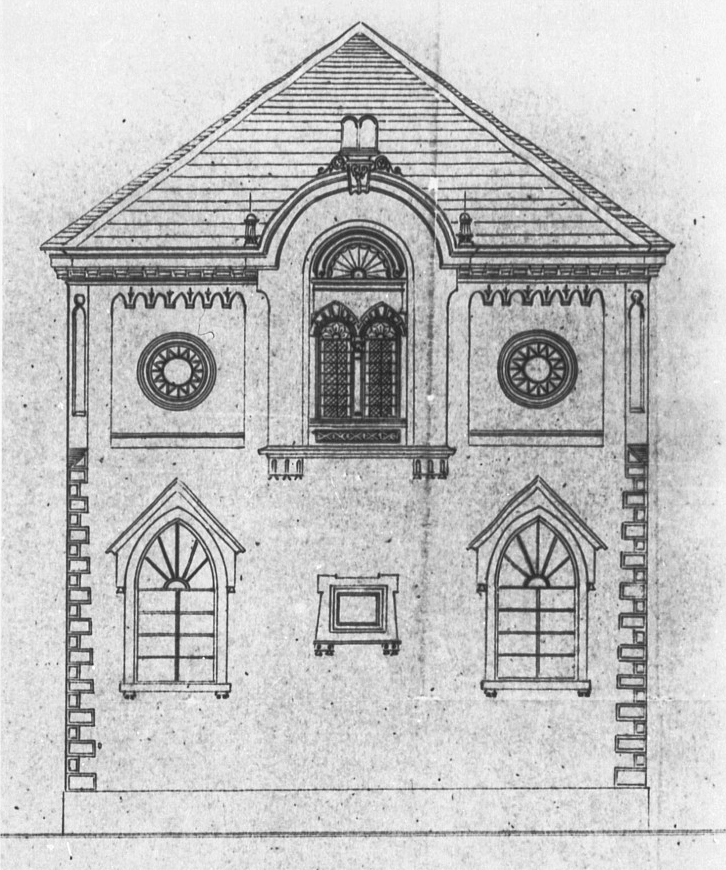
Ansicht von der Straßenseite
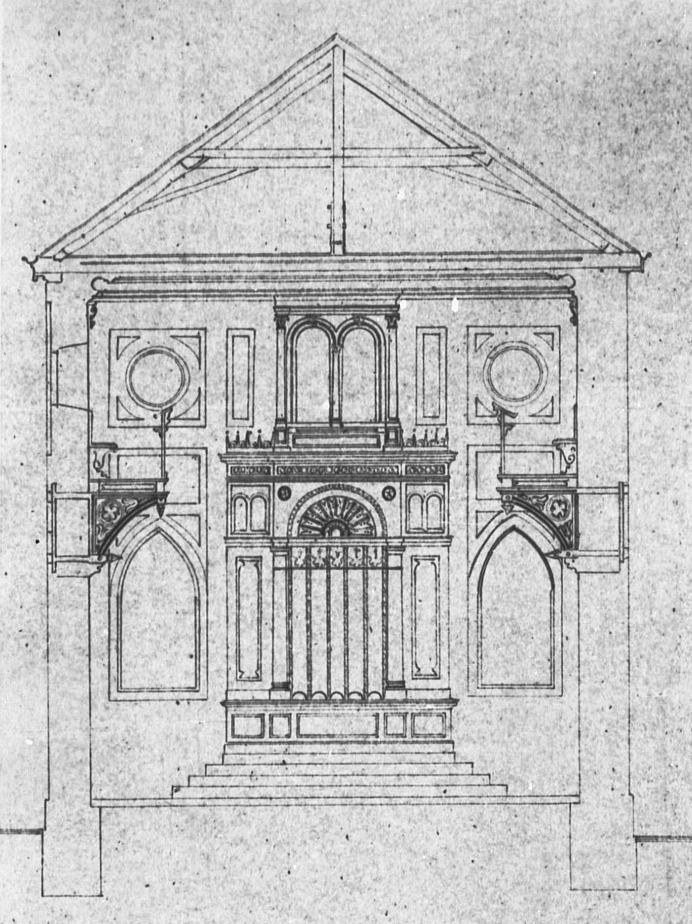
Schnitt hinter die Straßenfassade
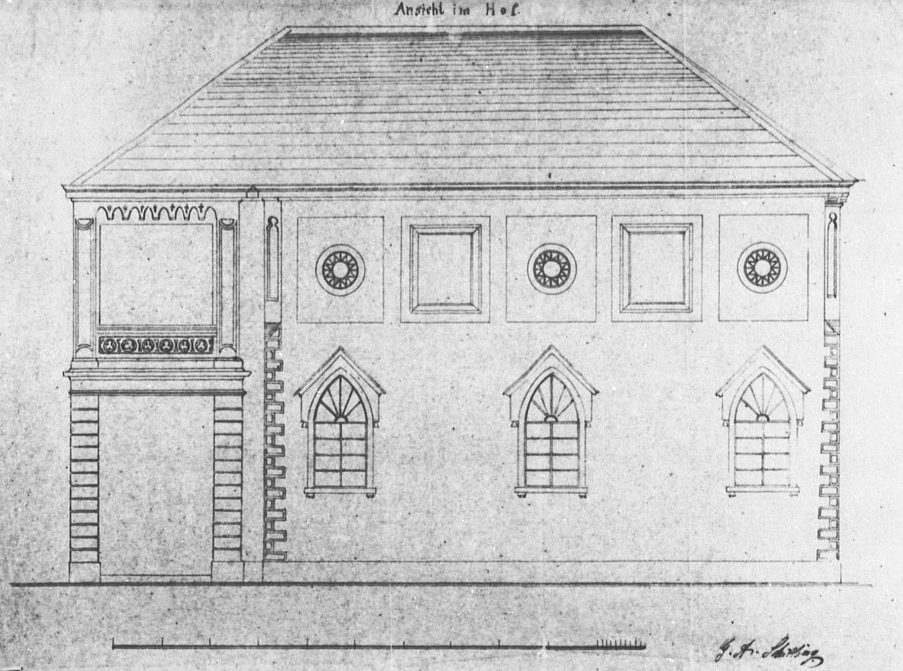
Hofansicht
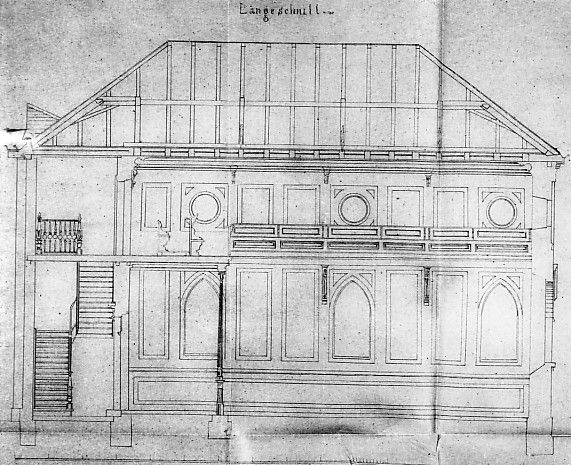
Längsschnitt